# 이지스 전투 시스템

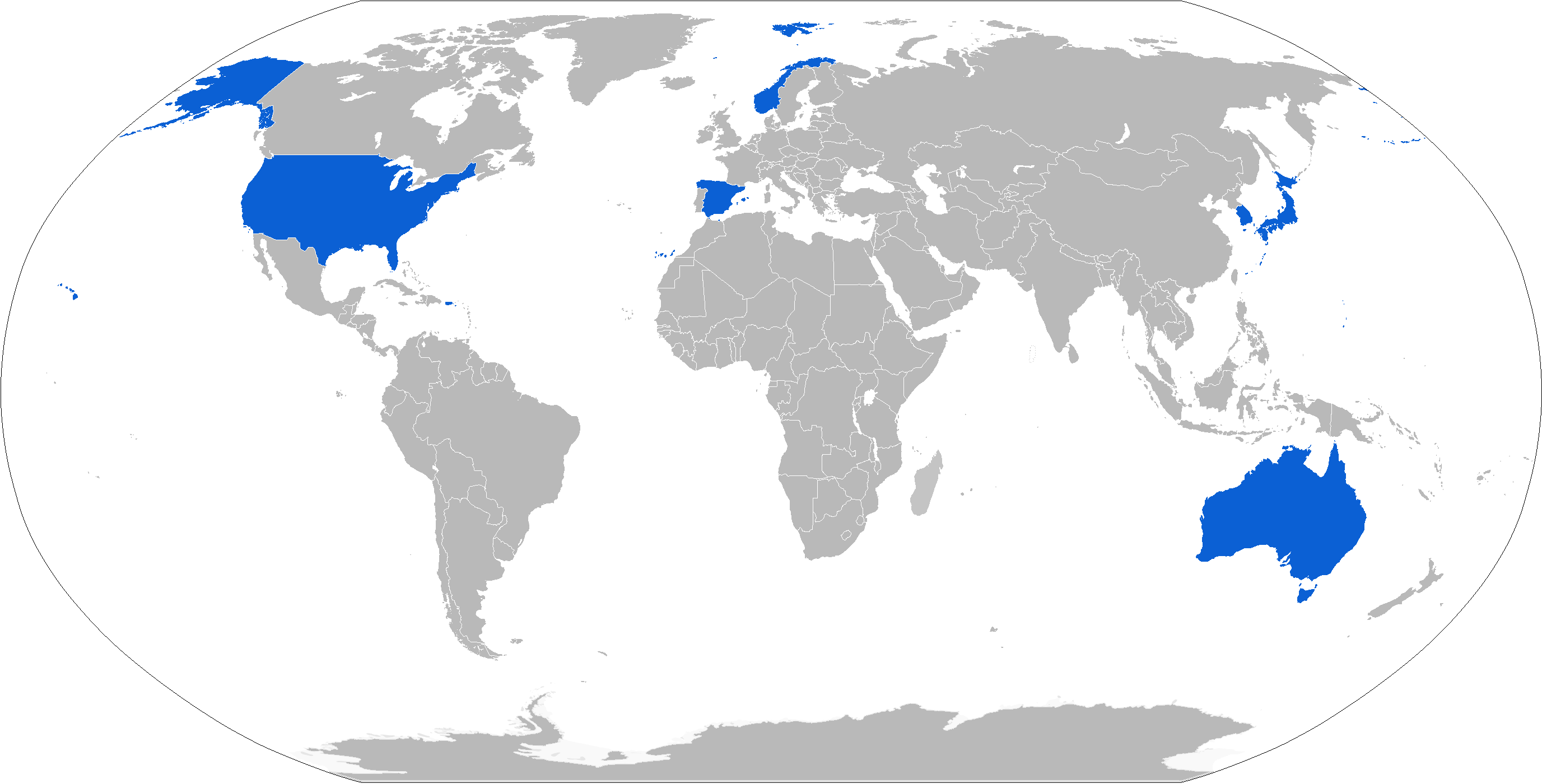
이지스 전투 시스템의 채용 획수

이지스 시스템(영어: Aegis Combat System, ACS)은 록히드 마틴에서 개발한 현대 해전에서 대함 미사일 공격을 방어하기 위한 목표추적시스템 및 방공 미사일, 공격시스템과 이를 운용하는 통합 시스템, 전투체계이다. 엄밀하게 말하면 이지스는 3차원 고정밀 위상배열 레이다를 말한다. 유럽에서 개발된 유사한 구역방공 체계는 PAAMS가 있다. 한편 이지스함은 이지스 시스템을 탑재한 군함으로서 동시에 200개 이상의 목표를 자동 탐지·추적하고, 그 중 최대 24개의 목표를 동시에 공격할 수 있다. 대한민국에서는 2007년에 취역한 세종대왕함이 이지스 시스템을 갖추고 있다. 참고로, '이지스'란 명칭은 전쟁의 여신 미네르바가 갖고 있는 '마법의 방패'를 뜻한다.

## 구성
- 이지스 PESA 레이다
- 슈퍼컴퓨터
- 스탠더드 미사일

## 명칭
이지스(Aegis)는 그리스 신화에서 군사를 담당하는 여신 아테나가 걸치고 다니는 제우스의 방패 이름이다. 이 이름을 빌린 미 해군의 함대방공시스템이 이지스 시스템이다. 이지스는 Advanced Electronic Guidance Information System (강화 전자 유도 정보 시스템) 또는 Airborne Early-warning Ground Integrated System (공중 조기경보 지상통합 시스템)의 약어라고도 한다.
현대 해전은 주로 대함 미사일에 의해 이루어진다고 볼 수 있다. 2차세계대전 이후 강력한 해군세력을 형성한 미국 - 북대서양조약기구(NATO)에 대항하여 구 소련은 대함 미사일을 대량 탑재한 해군 폭격기세력을 양성했다. 구 소련 해군 폭격기 세력은, 러시아에서 발진하여 북대서양을 향해 접근해오는 미국의 항공모함 전단에 대해 대량의 대함미사일을 발사함으로써 미 해군의 NATO 지원을 막는다는 기본 전략을 세웠고, 미국은 이에 대항하여 항공모함의 F-14D 톰캣 전투기로 대표되는 방공 전투기 세력과 이지스함을 내세우게 된다.

## 타이콘데로가
최초 타이콘데로가 급(Ticonderoga Class, 미군은 흔히 줄여서 "타이코"(Tico)라고 부른다) 순양함에 탑재된 이지스 방공시스템은, 수직발사식 방공미사일과 위상배열 레이다 시스템의 조합으로 설명할 수 있다. 핵심은 위상배열 레이다이다. 이 시스템은 함대 주변의 비행물체들을 추적하며, 그중 함대에 위협적인 대상(즉 적이 발사한 대함미사일 및 접근해오는 적 항공기)을 따로 선택하여 레이다 조준을 할 수 있도록 해 준다. 동시에 수직발사 시스템이 방공미사일을 함대 상공으로 쏘아올리게 되고, 공격순위가 부여된 적을 향해 순차적으로 방공미사일이 유도되는 방식을 통해 함대방공을 이루어내게 된다.
즉, 조준시스템과 미사일을 별개로 운용함으로써, 많은 수의 적이 한꺼번에 공격해오는 경우에도 동시에 관제-요격을 할 수 있는 시스템이라 할 수 있다. 현재는 시스템의 개량을 통해, 함대 전체의 방공미사일을 함대방공의 핵이 되는 이지스함이 지휘/유도함으로써, 방공능력을 더욱 강화했다고 알려져 있다. - 러시아 해군은 이에 대응해, 방공미사일이 추격하기 어려운 초음속 대함미사일을 개발/실전배치하고 있다.
그러나, 초기형 타이콘데로가 급의 경우 발사기에 한 발씩 재장전하여 발사하는 시스템으로서 동시 다발로 공격해오는 대함 미사일 방어에 문제점을 드러냈고, 알레이버크 급 이지스 구축함에 이르서는 32Cell 내지 64Cell로 함미에 수직발사시스템을 설치하여 동시 대응 능력을 높였다. 한국 해군의 KD-2 및 KDX-3을 포함한 현대 이지스함들과 후기형 타이콘데로가 급 이지스함들은 모두 이 방식을 채택한 상태이다(초기형 타이콘데로가 급들은 카리브해에서 마약 단속 임무에 투입되었다고 한다).
현재 이지스 시스템은 미 해군의 타이콘데로가 급 방공순양함과 알레이버크 급 방공구축함, 일본의 곤고 급과 아타고급, 마야급 방공구축함, 한국 해군의 KDX-3급 구축함, 스페인의 알베로 드 바잔급, 호주의 호바트급, 노르웨이의 난센급에 탑재되어 있으며, 또한 러시아 해군에도 이와 비슷한 함대방공시스템이 개발/탑재되어 있는 것으로 알려져 있다.
- 이지스 시스템 보유국:대한민국, 미국, 일본
- 에이파 시스템:독일, 네덜란드
- 스파이 레이다:스페인, 노르웨이

## 같이 보기
- 에이파 시스템
- 스파이 레이더